# FC Ozean Kertsch
Der FC Ozean Kertsch (russisch Футбольный клуб Океан Керчь) ist ein Fußballverein aus Kertsch, einer Stadt auf der von Russland besetzten ukrainischen Halbinsel Krim. Der Verein spielt derzeit in der Krim-Liga mit, welche seit Annexion der Krim durch Russland im Jahr 2014 die höchste Spielklasse für Mannschaften von der Krim ist.

## Geschichte

### Vor 1955
Bereits in der Zeit vor dem Zweiten Weltkrieg existierte in Kertsch eine Mannschaft, die unter dem Namen FC Stal Kertsch antrat und mehrfach am UdSSR-Pokal teilnahm. In der Zeit nach Kriegsende gewann Stal Kertsch zehnmal die regionale Krim-Meisterschaft und achtmal den regionalen Krim-Pokal.

### Metallurg/Avangard
Der Vorgängerverein des FC Ozean wurde 1955 als Metallurg Kertsch gegründet. Der Verein war die Werksmannschaft des Kamysch-Burunski-Eisenerzwerk. Von 1963 bis 1969 spielte der Verein in der dritten sowjetischen Liga. Ab 1965 trat die Mannschaft unter dem Namen FC Avangard Kertsch an. Nach der Spielzeit 1969 wurde der Verein aufgelöst.

### Ozean
Im Jahr 1976 wurde der FC Ozean Kertsch gegründet. Der FC Ozean wurde 1978 Dritter in der ukrainischen Meisterschaft, ein Jahr später spielte Ozean Kertsch erstmals in der dritten sowjetischen Liga. Die erfolgreichste Platzierung in der dritten sowjetischen Liga war der vierte Platz in der Saison 1988.
Nachdem die Sowjetunion 1991 zerbrach wurde die Krim Teil der unabhängigen Ukraine und der FC Ozean Kertsch Bestandteil des ukrainischen Ligasystems. von 1992 bis 1995 trat der FC Ozean unter dem Namen FC Voykovets Kertsch an. Im Jahr 1997 verlor Ozean Kertsch seine Profilizenz.
Im Jahr 2010 wurde der FC Ozean Kertsch neugegründet und nahm zunächst am ukrainischen Ligabetrieb teil. Nach der Annexion der Krim durch Russland war eine Teilnahme am ukrainischen Ligabetrieb nicht mehr möglich. Eine Teilnahme am russischen Ligabetrieb wurde den Mannschaften auf der Krim durch die UEFA untersagt. Infolgedessen wurde der FC Ozean Kertsch Gründungsmitglied der neuen Krim-Liga, die als Sonderzone offiziell direkt der UEFA unterstellt ist.
Neben Tawrija Simferopol ist der FC Ozean Kertsch, Stand 2024, eine von zwei Mannschaften, die noch nie aus der Krim-Liga abgestiegen ist und an allen Saisons teilgenommen hat.

## Stadion
Der FC Ozean Kertsch trägt seine Heimspiele im Stadion des 50. Jahrestages der Oktoberrevolution in Kertsch aus. Es bietet Platz für 10.000 Zuschauer.